# Лезгинская музыка
Лезги́нская му́зыка (лезг. Лезги мукъамар) — музыкальная культура лезгинского народа. Музыкальная культура лезгин богата и разнообразна, охватывает различные жанры и формы, включая народные песни, инструментальную музыку и танцы, она отражает историю и культуру лезгинского народа сохраняя национальные традиции.

## Народная музыка
Лезгинская музыка имеет древние корни и отражает все исторические трудности и культуру лезгинского народа. Значительную часть народной музыки составляют семейно-бытовые песни — свадебные (мехъерин далай) и траурно-погребальные (рекъин цIур).

### Инструменты
ПиспIи — деревянный духовой инструмент, использующийся в народных танцах и праздничных мероприятиях.
ТIамур — национальный инструмент лезгин, распространённый у народов Дагестана.

### Народные танцы
Лезги кьуьл (Лезгинка) — национальный танец лезгин.

## Современное состояние
Сегодня лезгинская музыка продолжает развиваться и сохраняться благодаря усилиям музыкантов, исследователей и культурных деятелей. Она исполняется на национальных праздниках, свадьбах и других торжественных мероприятиях. Лезгинская диаспора также активно поддерживает музыкальные традиции за пределами Дагестана и Азербайджана.
В последние годы наблюдается возрождение интереса к народной музыке и инструментам среди молодежи, что способствует сохранению и популяризации лезгинской музыкальной культуры.